# 59 (album)
59 to album J-popowej grupy muzycznej Puffy AmiYumi wydany w 2004 roku (zobacz 2004 w muzyce).

## Lista utworów
1. Teen Titans Theme
2. Sunrise
3. Joining A Fan Club
4. 心に花を (Kokoro ni Hana o)
5. 風まかせ二人旅 (Kaze Makase Futari Tabi)
6. Forever
7. So Long Zero
8. Teen Titans Theme (Japanese Version)